# Lincolnton (Carolina do Norte)
Lincolnton é uma cidade localizada no estado norte-americano de Carolina do Norte, no Condado de Lincoln.

## Demografia
Segundo o censo norte-americano de 2000, a sua população era de 9965 habitantes.
Em 2006, foi estimada uma população de 10.599, um aumento de 634 (6.4%).

## Geografia
De acordo com o United States Census Bureau tem uma área de
21,2 km², dos quais 21,2 km² cobertos por terra e 0,0 km² cobertos por água. Lincolnton localiza-se a aproximadamente 151 m acima do nível do mar.

## Localidades na vizinhança
O diagrama seguinte representa as localidades num raio de 20 km ao redor de Lincolnton.